# George King (director)
George King (1899–26 de junio de 1966) fue un agente artístico y director, productor y actor cinematográfico de nacionalidad británica. Produjo varios de los melodramas de Tod Slaughter, entre ellos el film de 1936 Sweeney Todd: The Demon Barber of Fleet Street.

## Biografía
Nacido en Londres, Inglaterra, su nombre completo era George William King. Entró en la industria cinematográfica tras completar estudios médicos, y la primera película dirigida por él, Too Many Crooks, tenía en el reparto a un joven actor teatral llamado Laurence Olivier, que también debutaba en el cine. Iniciado en la realización rutinaria de thrillers, King dirigió también comedias ligeras y cintas de carácter romántico. Con el inicio de la Segunda Guerra Mundial, King dirigió algunas películas bélicas de alta calidad, siendo la de mayor éxito de entre ellas Candlelight in Algeria, protagonizada por James Mason. Otra de sus producciones de éxito fue la cinta de 1947 The Shop at Sly Corner, protagonizada por Oscar Homolka y Kenneth Griffith, y en la cual hacía su debut en el cine Diana Dors.
George King falleció en Londres, Inglaterra, en 1966, a causa de una neumonía.

## Filmografía

### Director
| - Forbidden (1949) - The Shop at Sly Corner (1947) - Gaiety George (1946) - Candlelight in Algeria (1944) - Tomorrow We Live (1943) - George and Margaret (1940) - Two for Danger (1940) - The Case of the Frightened Lady (1940) - The Chinese Bungalow (1940) - Crimes at the Dark House (1940) - The Face at the Window (1939) - John Halifax (1938) - Sexton Blake and the Hooded Terror (1938) - Silver Top (1938) - Wanted (1937) - Merry Comes to Town (1937) - The Ticket of Leave Man (1937) - Under a Cloud (1937) - The Crimes of Stephen Hawke (1936) - Reasonable Doubt (1936) - Sweeney Todd: The Demon Barber of Fleet Street (1936) - Full Circle (1935) - Gay Old Dog (1935) - The Man Without a Face (1935) - Windfall (1935) - Adventurers Ltd. (1934) | - The Office Wife (1934) - To Be a Lady (1934) - Guest of Honour (1934) - The Blue Squadron (1934) - Get Your Man (1934) - Little Stranger (1934) - Murder at the Inn (1934) - Nine Forty-Five (1934) - Oh No Doctor! (1934) - The Silver Spoon (1934) - Smithy (1933) - Beware of Women (1933) - Enemy of the Police (1933) - Her Imaginary Lover (1933) - High Finance (1933) - I Adore You (1933) - Matinee Idol (1933) - Mayfair Girl (1933) - To Brighton with Gladys (1933) - Too Many Wives (1933) - Self Made Lady (1932) - Men of Steel (1932) - Number, Please (1931) - Deadlock (1931) - Midnight (1931) - Leave It to Me (1930) - Too Many Crooks (1930) |

### Productor
| - The Gay Cavalier" (1957) Serie de TV - Eight O'Clock Walk (1954) - Forbidden (1948) - The Shop at Sly Corner (1947) - Gaiety George (1946) - The First of the Few (1942) - The Chinese Bungalow (1940) - Crimes at the Dark House (1940) - The Face at the Window (1939) - John Halifax (1938) - Sexton Blake and the Hooded Terror (1938) - Silver Top (1938) - Wanted (1937) - Double Exposures (1937) - The Elder Brother (1937) - It's Never Too Late to Mend (1937) | - Merry Comes to Town (1937) - Riding High (1937) - Under a Cloud (1937) - The Crimes of Stephen Hawke (1936) - Gay Old Dog (1935) - Handle with Care (1935) - Lend Me Your Husband (1935) - Maria Marten (1935) - Windfall (1935) - To Be a Lady (1934) - Get Your Man (1934) - Little Stranger (1934) - Handle with Care (1932) - Self Made Lady (1932) - Deadlock (1931) - Leave It to Me (1930) |

### Coreógrafo
| - Zis Boom Bah (College Sweethearts) (1941) - Dancing Co-Ed (1939) - The Women (1939) | - Idiot's Delight (1939) - R |

### Actor
| - Born to Dance (1936) - The Ramblin' Kid (1923) - Yellow Men and Gold (1922) | - Satan Junior (1919) - The City of Dim Faces (1918) |

### Guionista
| - Little Stranger (1934) | - Oh No Doctor! (1934) |